# Antonio Forcellino
Antonio Forcellino (Vietri sul Mare, 5 dicembre 1955) è un architetto, storico dell'arte, saggista e restauratore italiano.

## Biografia
Si occupa soprattutto di arte rinascimentale e ha lavorato al restauro di opere quali il Mosè di Michelangelo, l'Arco di Traiano di Benevento, le facciate del Duomo di Siena e del Duomo di Orvieto. A Forcellino si deve la scoperta dell'autografia di Michelangelo della statua di papa Giulio II nella tomba a lui dedicata.
È sposato e ha due figli.

## Opere

### Saggistica
- Michelangelo Buonarroti. Storia di una passione eretica, Introduzione di Adriano Prosperi, Collana Biblioteca n.131, Torino, Einaudi, 2002, ISBN 978-88-06-16217-7.
- Michelangelo. Una vita inquieta, Collana i Robinson / Letture, Roma-Bari, Laterza, 2005, ISBN 978-88-420-7581-3.
- Raffaello. Una vita felice, Collana i Robinson / Letture, Roma-Bari, Laterza, 2006, ISBN 978-88-420-7620-9.
- 1545. Gli ultimi giorni del Rinascimento, Collana i Robinson / Letture, Roma-Bari, Laterza, 2008, ISBN 978-88-420-8470-9.
- La facciata del Duomo di Siena: iconografia, stile, indagini storiche e scientifiche, Cinisello Balsamo-Milano, Silvana, 2007.
- La Pietà perduta. Storia di un capolavoro ritrovato di Michelangelo, Collana Saggi italiani, Milano, Rizzoli, 2010, ISBN 978-88-17-04303-8.
- Gli ultimi giorni di Leonardo. L'invenzione della Gioconda, Collana Saggi italiani, Milano, Rizzoli, 2014, ISBN 978-88-17-06593-1.
- Leonardo. Genio senza pace, Collana i Robinson / Letture, Roma-Bari, Laterza, 2016, ISBN 978-88-581-2548-9.
- La Cappella Sistina. Racconto di un capolavoro, Roma-Bari, Laterza, 2020, ISBN 978-8858135181.
- L'ultimo Michelangelo, Collana i Robinson / Letture, Roma-Bari, Laterza, 2022, ISBN 9-788858-148761.

### Narrativa
- Oro fiamma, Collana Scala italiani, Milano, Rizzoli, 2006, ISBN 978-88-17-01402-1.
- Antonio Forcellino e Brunella Schisa, Lo strappo, Gli Aceri, Roma, Fanucci, 2007, ISBN 978-88-347-1306-8.
- L'ultima passione, Collana Omnibus, Milano, Mondadori, 2011, ISBN 978-88-04-60875-2.
- Il cavallo di bronzo. Il secolo dei giganti. Vol. 1, HarperCollins Italia, 2018
- Il colosso di marmo. Il secolo dei giganti. Vol. 2, HarperCollins Italia, 2019
- Il fermaglio di perla. Il secolo dei giganti. Vol. 3, HarperCollins Italia, 2020
- Il Papa venuto dall'inferno. Il secolo dei giganti. Vol. 4, HarperCollins Italia, 2021
- Il cielo di pietra. Il secolo dei giganti. Vol. 5, HarperCollins Italia, 2023